# 雷瓦希

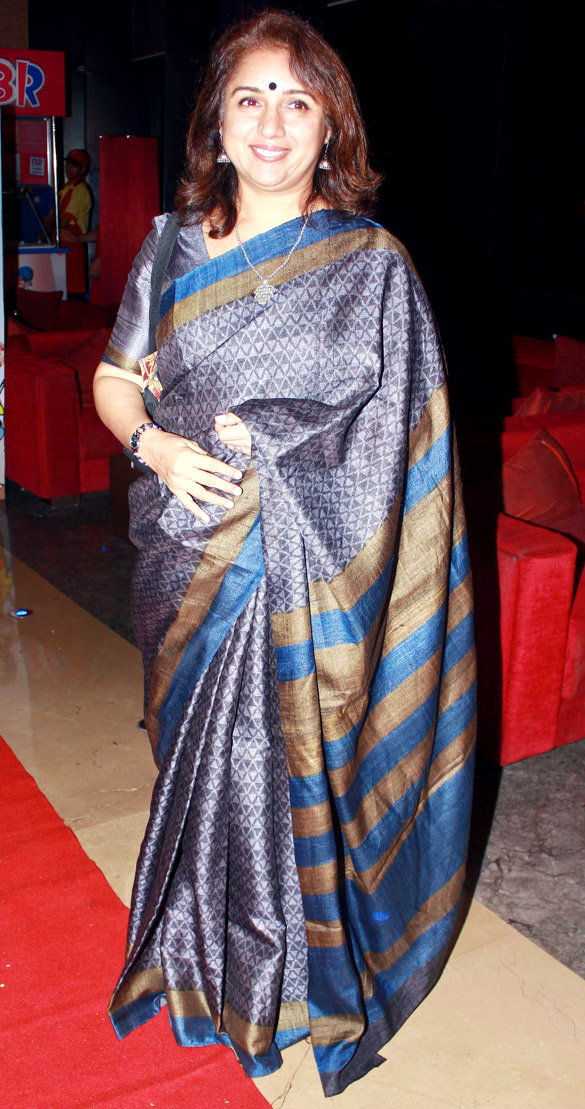
雷瓦希

雷瓦希 (1966年7月8日—)是一位印度泰卢固语、马拉雅拉姆语、泰卢固语、印地语和卡纳达语電影女演員兼導演。雷瓦希生于科契，父亲是一位印度陸軍少校。  她獲得過包括三项印度國家電影獎在內的多項榮譽。